# Robert Mosbacher
Robert Adam Mosbacher, Sr., född 11 mars 1927 i Mount Vernon, New York, död 24 januari 2010 i Houston, Texas, var en amerikansk politiker, affärsman och kappseglare. Han tjänstgjorde som USA:s handelsminister 1989-1992.
Mosbacher studerade företagsekonomi vid Washington and Lee University. Han gjorde sedan en mycket framgångsrik karriär inom oljeindustrin i Texas som verkställande direktör för Mosbacher Energy Company. Han hade dessutom en lång idrottskarriär som seglare.
Mosbacher samlade in pengar för flera republikanska kampanjer. Han hade ansvaret för finanserna i George H.W. Bushs kampanj i presidentvalet i USA 1988. Bush vann valet och utnämnde honom till handelsminister. Han efterträddes 1992 av Barbara Franklin.